# Diánvára
Diávára, várhely Horvátországban, a Dežanovac melletti Sokolovac határában.

## Fekvése
Sokolovac nyugati határában az Ilova folyón átívelő híd után mintegy 500 méterrel, közvetlenül a falu előtt egy útkanyarban található. A Berek nevű területen épült, amely a vizes élőhelyek népi elnevezése.

## Története
A település határában található várhelyet Engel Pál Diánvárral, eredeti nevén Veszelével azonosítja. Mindazonáltal azonosítása meglehetősen bizonytalan.  Diánvára 1413 és 1503 között a décsei Rohfi családé, majd 1526-ig az Erdődyek birtoka volt. Első írásos említése 1413-ban történt, amikor Rohfi László és János új adományt kapott rá. A környékbeli várakhoz hasonlóan valószínűleg 1542-ben foglalta el a török és többé nem építették újjá. 

## A vár mai állapota
Diánvára (eredeti nevén Veszele) maradványai az Ilova folyón átívelő híd után mintegy 500 méterrel, közvetlenül a falu előtt egy útkanyarban találhatók. A maradványok alapján a vár egy ovális halmon állt, amit egy vizesárok, egy külső fal, egy újabb vizesárok, egy sáncgyűrű és egy újabb vizesárok övezett. A halom, mintegy 1,5 méterrel emelkedik ki a környező terep szintjéből. Ma a legkülső sáncnak már csak az északi fele látható. A gondosan karbantartott, fenyőfákkal beültetett, kirándulóhelyként hasznosított központi halmon eredeti épületmaradványoknak már nyoma sincs.
1964 folyamán kisebb régészeti feltárásokat hajtottak végre a helyszínen. A központi halmon valamint mindkét sáncon próbaszondákat nyitottak. A szondázott helyeken háztartási eszközök maradványait, durva középkori kerámiákat, kályhacsempék, kovácsolt szögek és üvegtörmelék sokaságát találták. A régészeti anyagból a 15. év végére és a 16. század elejére vonatkozó részletesebb elemzést követően egy kályhacsempe két töredéke és egy művészien kivitelezett kerámia pohár került közzétételre. A topográfiai térkép és a légi felmérés vizsgálata megállapította, hogy a keleti oldalon létezik egy harmadik, külső árok is, amely összeköttetésben áll a vártól északra folyó Sovjak-patakkal. Ezt megerősítették 2002 tavaszán a terep újbóli régészeti bejárása során. Mindkét árok tele van vízzel, a sűrű növényzetet nem irtották ki. A belső sánc meglehetősen lapos, míg a külső nyomokban látható. 
Az innen származó leletek gazdagsága, különös tekintettel a luxus kerámia csészék leleteire azt jelzi, hogy a magas méltóságok, hűbérurak állandó lakóhelye volt, akik valószínűleg a középkori Szlavónia nemességének tagjai voltak a 15. században és a 16. század első felében. Mivel történeti forrásokban nincs adat a lelőhelyről, csak további régészeti kutatások rekonstruálhatják a lelőhely funkcióját, valamint egy pontosabb időtartamot, amely alatt használatban volt. 